# Gonioscelis xanthochaites
Gonioscelis xanthochaites là một loài ruồi trong họ Asilidae. Gonioscelis xanthochaites được Londt miêu tả năm 2004. Loài này phân bố ở vùng nhiệt đới châu Phi.